# Paragraf
En paragraf (fra græsk παράγραφος paragraphos "skrevet ved siden af", "tilføjet") er et afsnit i en regeltekst. I Danmark, anvendes paragraffer og paragrafinddeling normalt i en lov og en bekendtgørelse samt i en vedtægt for en forening mv. En paragraf kan være underopdelt i stykker og punktummer. Flere paragraffer tilsammen kan udgøre et kapitel. Paragrafferne i en tekst nummereres normalt fortløbende fra 1. Paragrafnumre skrives oftest med et paragraftegn (§) foran.

## Reference
1. ↑  paragraf på denstoredanske.lex.dk
2. ↑  paragraf på ordnet.dk
3. ↑  paragraf på sproget.dk